# Houville-en-Vexin
Houville-en-Vexin je francouzská obec v departementu Eure v regionu Normandie. V roce 2010 zde žilo 203 obyvatel.

## Vývoj počtu obyvatel
Počet obyvatel 